# Campeonato Europeo de Baloncesto Masculino de 2013
El XXXVIII Campeonato Europeo de Baloncesto Masculino, también conocido como Eurobasket 2013, se celebró en Eslovenia entre el 4 de septiembre de 2013 y el 22 de septiembre de 2013 bajo la organización de la Confederación Europea de Baloncesto (FIBA Europa) y la Federación Eslovena de Baloncesto. Este torneo otorgó seis cupos al Campeonato Mundial de Baloncesto de 2014, a celebrarse en España.
Un total de veinticuatro selecciones nacionales afiliadas a FIBA Europa compitieron por el título de campeón europeo, cuyo defensor era la selección de España, campeona de la última edición: Lituania 2011. 

## Organización

### Sedes
| Grupo             | Ciudad    | Instalación       | Capacidad |
| ----------------- | --------- | ----------------- | --------- |
| A                 | Liubliana | Pabellón Tivoli   | 5.600     |
| B                 | Jesenice  | Arena Podmežakla  | 5.500     |
| C                 | Celje     | Arena de Celje    | 5.200     |
| D                 | Koper     | Pabellón Bonifika | 5.000     |
| E, F y fase final | Liubliana | Arena Stožice     | 12.500    |

### Grupos
| Grupo A      | Grupo B              | Grupo C         | Grupo D   |
| ------------ | -------------------- | --------------- | --------- |
| Ucrania      | Bosnia y Herzegovina | Polonia         | Finlandia |
| Gran Bretaña | Lituania             | Eslovenia       | Grecia    |
| Francia      | Macedonia del Norte  | España          | Rusia     |
| Alemania     | Montenegro           | Croacia         | Italia    |
| Israel       | Serbia               | República Checa | Suecia    |
| Bélgica      | Letonia              | Georgia         | Turquía   |

## Equipos participantes
Las selecciones pueden clasificarse a través de organizar el torneo, por participar en los Juegos Olímpicos o por la clasificación.

### Anfitrión

Eslovenia es la anfitriona en el torneo.

Eslovenia se clasificó el 5 de diciembre de 2010 para el torneo en calidad de país sede gracias a su candidatura ganadora.
- Eslovenia

### Juegos Olímpicos

España defiende su último título en este campeonato.

Tres selecciones lograron su cupo tras clasificar directamente a los Juegos Olímpicos de Londres 2012 y otras cuatro tras clasificar al Torneo Preolímpico de Caracas 2012.
Por clasificar directamente a los JJ. OO.:
- Gran Bretaña
- España
- Francia

Por clasificar al torneo preolímpico:
- Rusia
- Lituania
- Grecia
- Macedonia del Norte

### Fase de clasificación

Montenegro disputó el segundo Eurobasket de su historia.

Dieciséis selecciones consiguieron su pase al torneo mediante la clasificación:
- Bélgica
- Bosnia y Herzegovina
- Croacia
- República Checa
- Finlandia
- Georgia
- Alemania
- Italia
- Israel
- Letonia
- Montenegro
- Polonia
- Serbia
- Suecia
- Turquía
- Ucrania

## Formato de la competición
El campeonato consta de tres fases: dos fases de grupos y una última de eliminación directa a partir de cuartos de final.
En la primera fase de grupos las 24 selecciones se dividieron en cuatro grupos de 6 selecciones cada una en la que jugaron todos contra todos a una ronda (5 partidos disputados por cada selección. Se clasificaron las 3 primeras selecciones.
En la segunda fase, en el grupo-E, los 3 equipos clasificados del grupo-A se enfrentaron a los 3 clasificados del grupo-B.  A estos resultados se les agregaron los obtenidos en los partidos entre dichos equipos clasificados en la primera fase. De idéntica forma se configuró el grupo-F con los 3 equipos clasificados en cada uno de los grupos C y D. Se clasificaron los cuatro primeros equipos de cada uno de estos dos grupos (E y F) para cuartos de final.
Por último, en la tercera fase estos 8 equipos clasificados (4 por cada uno de los dos grupos) se enfrentarán a un solo partido, quedando eliminado el perdedor, según el cuadro que puede verse en dicha sección.

### Desempates
Al acabar cada fase de grupos, en caso de igualdad de puntos entre dos o más selecciones, la FIBA aplicará los siguientes criterios de desempate:
1- Resultados de los partidos disputados entre las selecciones que resulten empatadas.
2- Diferencia entre puntos obtenidos y encajados en dichos partidos.
3- Diferencia entre puntos obtenidos y encajados en la totalidad de los partidos disputados en dicho grupo (incluyendo los resultados de la primera fase que se incorporen a la segunda) entre las selecciones que resulten empatadas.
4- Mayor número de puntos conseguidos.

## Primera fase

### Grupo A
|   | Equipo       | Pts | PG | PP | PF  | PC  | Dif |
| - | ------------ | --- | -- | -- | --- | --- | --- |
| 1 | Francia      | 9   | 4  | 1  | 403 | 344 | 59  |
| 2 | Ucrania      | 9   | 4  | 1  | 378 | 352 | 26  |
| 3 | Bélgica      | 7   | 2  | 3  | 344 | 371 | −27 |
| 4 | Gran Bretaña | 7   | 2  | 3  | 360 | 396 | −36 |
| 5 | Alemania     | 7   | 2  | 3  | 390 | 396 | −6  |
| 6 | Israel       | 6   | 1  | 4  | 364 | 380 | −16 |

| 4 de septiembre de 2013 |       |              |                        |
| Israel                  | 71-75 | Gran Bretaña | Hala Tivoli, Ljubljana |
| Bélgica                 | 57–58 | Ucrania      | Hala Tivoli, Ljubljana |
| Francia                 | 74–80 | Alemania     | Hala Tivoli, Ljubljana |
| 5 de septiembre de 2013 |       |              |                        |
| Ucrania                 | 74–67 | Israel       | Hala Tivoli, Ljubljana |
| Alemania                | 73–77 | Bélgica      | Hala Tivoli, Ljubljana |
| Gran Bretaña            | 65–88 | Francia      | Hala Tivoli, Ljubljana |
| 6 de septiembre de 2013 |       |              |                        |
| Alemania                | 83-88 | Ucrania      | Hala Tivoli, Ljubljana |
| Bélgica                 | 76–71 | Gran Bretaña | Hala Tivoli, Ljubljana |
| Francia                 | 82-63 | Israel       | Hala Tivoli, Ljubljana |
| 8 de septiembre de 2013 |       |              |                        |
| Gran Bretaña            | 81–74 | Alemania     | Hala Tivoli, Ljubljana |
| Ucrania                 | 71–77 | Francia      | Hala Tivoli, Ljubljana |
| Israel                  | 87–69 | Bélgica      | Hala Tivoli, Ljubljana |
| 9 de septiembre de 2013 |       |              |                        |
| Gran Bretaña            | 68–87 | Ucrania      | Hala Tivoli, Ljubljana |
| Alemania                | 80–76 | Israel       | Hala Tivoli, Ljubljana |
| Bélgica                 | 65–82 | Francia      | Hala Tivoli, Ljubljana |

### Grupo B
|   | Equipo               | Pts | PG | PP | PF  | PC  | Dif |
| - | -------------------- | --- | -- | -- | --- | --- | --- |
| 1 | Serbia               | 8   | 3  | 2  | 371 | 366 | 5   |
| 2 | Letonia              | 8   | 3  | 2  | 365 | 360 | 5   |
| 3 | Lituania             | 8   | 3  | 2  | 347 | 337 | 10  |
| 4 | Bosnia y Herzegovina | 8   | 3  | 2  | 358 | 359 | −1  |
| 5 | Montenegro           | 7   | 2  | 3  | 373 | 382 | −9  |
| 6 | Macedonia del Norte  | 6   | 1  | 4  | 356 | 370 | −14 |

| 4 de septiembre de 2013 |       |                      |                            |
| Letonia                 | 86–75 | Bosnia y Herzegovina | Arena Podmežakla, Jesenice |
| Macedonia del Norte     | 80–81 | Montenegro           | Arena Podmežakla, Jesenice |
| Serbia                  | 63–56 | Lituania             | Arena Podmežakla, Jesenice |
| 5 de septiembre de 2013 |       |                      |                            |
| Montenegro              | 72–73 | Letonia              | Arena Podmežakla, Jesenice |
| Bosnia y Herzegovina    | 67–77 | Serbia               | Arena Podmežakla, Jesenice |
| Lituania                | 75–67 | Macedonia del Norte  | Arena Podmežakla, Jesenice |
| 6 de septiembre de 2013 |       |                      |                            |
| Montenegro              | 70-76 | Bosnia y Herzegovina | Arena Podmežakla, Jesenice |
| Letonia                 | 59–67 | Lituania             | Arena Podmežakla, Jesenice |
| Macedonia del Norte     | 89-75 | Serbia               | Arena Podmežakla, Jesenice |
| 8 de septiembre de 2013 |       |                      |                            |
| Bosnia y Herzegovina    | 62-54 | Macedonia del Norte  | Arena Podmežakla, Jesenice |
| Serbia                  | 80–71 | Letonia              | Arena Podmežakla, Jesenice |
| Lituania                | 77–70 | Montenegro           | Arena Podmežakla, Jesenice |
| 9 de septiembre de 2013 |       |                      |                            |
| Letonia                 | 76–66 | Macedonia del Norte  | Arena Podmežakla, Jesenice |
| Lituania                | 72–78 | Bosnia y Herzegovina | Arena Podmežakla, Jesenice |
| Montenegro              | 83–76 | Serbia               | Arena Podmežakla, Jesenice |

### Grupo C
|   | Equipo          | Pts | PG | PP | PF  | PC  | Dif |
| - | --------------- | --- | -- | -- | --- | --- | --- |
| 1 | España          | 9   | 4  | 1  | 369 | 269 | 100 |
| 2 | Croacia         | 9   | 4  | 1  | 337 | 341 | −4  |
| 3 | Eslovenia       | 8   | 3  | 2  | 347 | 344 | 3   |
| 4 | República Checa | 7   | 2  | 3  | 316 | 339 | −23 |
| 5 | Georgia         | 6   | 1  | 4  | 366 | 394 | −28 |
| 6 | Polonia         | 6   | 1  | 4  | 329 | 377 | −48 |

| 4 de septiembre de 2013 |       |                 |                       |
| Georgia                 | 84–67 | Polonia         | Arena Zlatorog, Celje |
| España                  | 68–40 | Croacia         | Arena Zlatorog, Celje |
| República Checa         | 60–62 | Eslovenia       | Arena Zlatorog, Celje |
| 5 de septiembre de 2013 |       |                 |                       |
| Croacia                 | 77–76 | Georgia         | Arena Zlatorog, Celje |
| Polonia                 | 68–69 | República Checa | Arena Zlatorog, Celje |
| Eslovenia               | 78-69 | España          | Arena Zlatorog, Celje |
| 7 de septiembre de 2013 |       |                 |                       |
| España                  | 60–39 | República Checa | Arena Zlatorog, Celje |
| Croacia                 | 74–70 | Polonia         | Arena Zlatorog, Celje |
| Georgia                 | 68–72 | Eslovenia       | Arena Zlatorog, Celje |
| 8 de septiembre de 2013 |       |                 |                       |
| Polonia                 | 53–89 | España          | Arena Zlatorog, Celje |
| República Checa         | 95–79 | Georgia         | Arena Zlatorog, Celje |
| Eslovenia               | 74–76 | Croacia         | Arena Zlatorog, Celje |
| 9 de septiembre de 2013 |       |                 |                       |
| Georgia                 | 59–83 | España          | Arena Zlatorog, Celje |
| Croacia                 | 70–53 | República Checa | Arena Zlatorog, Celje |
| Eslovenia               | 61–71 | Polonia         | Arena Zlatorog, Celje |

### Grupo D
|   | Equipo    | Pts | PG | PP | PF  | PC  | Dif |
| - | --------- | --- | -- | -- | --- | --- | --- |
| 1 | Italia    | 10  | 5  | 0  | 391 | 339 | 52  |
| 2 | Finlandia | 9   | 4  | 1  | 358 | 337 | 21  |
| 3 | Grecia    | 8   | 3  | 2  | 392 | 350 | 42  |
| 4 | Rusia     | 6   | 1  | 4  | 374 | 400 | −26 |
| 5 | Turquía   | 6   | 1  | 4  | 355 | 398 | −43 |
| 6 | Suecia    | 6   | 1  | 4  | 345 | 391 | −46 |

| 4 de septiembre de 2013 |       |           |                       |
| Turquía                 | 55–61 | Finlandia | Arena Bonifika, Koper |
| Suecia                  | 51–79 | Grecia    | Arena Bonifika, Koper |
| Rusia                   | 69–76 | Italia    | Arena Bonifika, Koper |
| 5 de septiembre de 2013 |       |           |                       |
| Finlandia               | 81–60 | Suecia    | Arena Bonifika, Koper |
| Italia                  | 90–75 | Turquía   | Arena Bonifika, Koper |
| Grecia                  | 80–71 | Rusia     | Arena Bonifika, Koper |
| 7 de septiembre de 2013 |       |           |                       |
| Rusia                   | 62–81 | Suecia    | Arena Bonifika, Koper |
| Italia                  | 62–44 | Finlandia | Arena Bonifika, Koper |
| Turquía                 | 61-84 | Grecia    | Arena Bonifika, Koper |
| 8 de septiembre de 2013 |       |           |                       |
| Finlandia               | 86–83 | Rusia     | Arena Bonifika, Koper |
| Grecia                  | 72–81 | Italia    | Arena Bonifika, Koper |
| Suecia                  | 74–87 | Turquía   | Arena Bonifika, Koper |
| 9 de septiembre de 2013 |       |           |                       |
| Grecia                  | 77–86 | Finlandia | Arena Bonifika, Koper |
| Italia                  | 82–79 | Suecia    | Arena Bonifika, Koper |
| Turquía                 | 77–89 | Rusia     | Arena Bonifika, Koper |

## Segunda fase

### Grupo E
|   | Equipo   | Pts | PG | PP | PF  | PC  | Dif |
| - | -------- | --- | -- | -- | --- | --- | --- |
| 1 | Serbia   | 9   | 4  | 1  | 371 | 343 | 28  |
| 2 | Lituania | 9   | 4  | 1  | 355 | 314 | 41  |
| 3 | Francia  | 8   | 3  | 2  | 388 | 380 | 8   |
| 4 | Ucrania  | 7   | 2  | 3  | 325 | 364 | −39 |
| 5 | Bélgica  | 6   | 1  | 4  | 318 | 358 | −40 |
| 6 | Letonia  | 6   | 1  | 4  | 362 | 360 | 2   |

| 11 de septiembre de 2013 |        |          |                          |
| Letonia                  | 85-51  | Ucrania  | Arena Stožice, Ljubljana |
| Bélgica                  | 69-76  | Serbia   | Arena Stožice, Ljubljana |
| Lituania                 | 76-62  | Francia  | Arena Stožice, Ljubljana |
| 13 de septiembre de 2013 |        |          |                          |
| Lituania                 | 86-67  | Bélgica  | Arena Stožice, Ljubljana |
| Ucrania                  | 82-75  | Serbia   | Arena Stožice, Ljubljana |
| Francia                  | 102-91 | Letonia  | Arena Stožice, Ljubljana |
| 15 de septiembre de 2013 |        |          |                          |
| Letonia                  | 56-60  | Bélgica  | Arena Stožice, Ljubljana |
| Ucrania                  | 63-70  | Lituania | Arena Stožice, Ljubljana |
| Serbia                   | 77-65  | Francia  | Arena Stožice, Ljubljana |

### Grupo F
|   | Equipo    | Pts | PG | PP | PF  | PC  | Dif |
| - | --------- | --- | -- | -- | --- | --- | --- |
| 1 | Croacia   | 9   | 4  | 1  | 372 | 361 | 11  |
| 2 | Eslovenia | 8   | 3  | 2  | 309 | 287 | 22  |
| 3 | Italia    | 8   | 3  | 2  | 374 | 357 | 17  |
| 4 | España    | 7   | 2  | 3  | 375 | 339 | 36  |
| 5 | Finlandia | 6   | 1  | 4  | 341 | 385 | −44 |
| 6 | Grecia    | 6   | 1  | 4  | 381 | 407 | −26 |

| 12 de septiembre de 2013 |       |           |                          |
| Finlandia                | 63-88 | Croacia   | Arena Stožice, Ljubljana |
| Grecia                   | 79-75 | España    | Arena Stožice, Ljubljana |
| Eslovenia                | 84-77 | Italia    | Arena Stožice, Ljubljana |
| 14 de septiembre de 2013 |       |           |                          |
| Croacia                  | 76-68 | Italia    | Arena Stožice, Ljubljana |
| España                   | 82-56 | Finlandia | Arena Stožice, Ljubljana |
| Grecia                   | 65-73 | Eslovenia | Arena Stožice, Ljubljana |
| 16 de septiembre de 2013 |       |           |                          |
| Croacia                  | 92-88 | Grecia    | Arena Stožice, Ljubljana |
| Italia                   | 86-81 | España    | Arena Stožice, Ljubljana |
| Finlandia                | 92-76 | Eslovenia | Arena Stožice, Ljubljana |

## Fase eliminatoria

### Campeonato
|  | Cuartos de final | Cuartos de final |                  |         | Semifinales            | Semifinales            |  |  | Final            | Final |
|  |                  |                  |                  |         |                        |                        |  |  |                  |       |
|  | 18 de septiembre |                  |                  |         |                        |                        |  |  |                  |       |
|  |                  |                  |                  |         |                        |                        |  |  |                  |       |
|  | Serbia           | 60               |                  |         |                        |                        |  |  |                  |       |
|  | Serbia           | 60               | 20 de septiembre |         |                        |                        |  |  |                  |       |
|  | España           | 90               |                  |         |                        |                        |  |  |                  |       |
|  | España           | 90               | España           | 72      |                        |                        |  |  |                  |       |
|  | 18 de septiembre |                  | España           | 72      |                        |                        |  |  |                  |       |
|  |                  | Francia          | 75               |         |                        |                        |  |  |                  |       |
|  | Eslovenia        | Francia          | 75               | 62      |                        |                        |  |  |                  |       |
|  | Eslovenia        |                  | 22 de septiembre | 62      |                        |                        |  |  |                  |       |
|  | Francia          | 72               |                  |         |                        |                        |  |  |                  |       |
|  | Francia          | 72               | Francia          | 80      |                        |                        |  |  |                  |       |
|  | 19 de septiembre |                  | Francia          | 80      |                        |                        |  |  |                  |       |
|  |                  | Lituania         | 66               |         |                        |                        |  |  |                  |       |
|  | Croacia          | Lituania         | 66               | 84      |                        |                        |  |  |                  |       |
|  | Croacia          | 20 de septiembre |                  | 84      |                        |                        |  |  |                  |       |
|  | Ucrania          | 72               |                  |         |                        |                        |  |  |                  |       |
|  | Ucrania          | 72               | Croacia          | 62      | Tercer y cuarto puesto | Tercer y cuarto puesto |  |  |                  |       |
|  | 19 de septiembre |                  | Croacia          | 62      | Tercer y cuarto puesto | Tercer y cuarto puesto |  |  |                  |       |
|  |                  | Lituania         | 77               |         |                        |                        |  |  |                  |       |
|  | Lituania         | Lituania         | 77               | 81      | España                 | 92                     |  |  |                  |       |
|  | Lituania         |                  |                  | 81      | España                 | 92                     |  |  |                  |       |
|  | Italia           | 77               |                  | Croacia | 66                     |                        |  |  |                  |       |
|  | Italia           | 77               |                  |         | 66                     |                        |  |  |                  |       |
|  |                  |                  |                  |         |                        |                        |  |  | 22 de septiembre |       |
|  |                  |                  |                  |         |                        |                        |  |  |                  |       |

Repechaje
|  | Perdedores de cuartos | Perdedores de cuartos |    |                  | 5º puesto        | 5º puesto |  |
|  |                       |                       |    |                  |                  |           |  |
|  |                       |                       |    |                  |                  |           |  |
|  | 19 de septiembre      |                       |    |                  |                  |           |  |
|  | Serbia                | 74                    |    |                  |                  |           |  |
|  | Eslovenia             | 92                    |    |                  |                  |           |  |
|  |                       |                       |    |                  |                  |           |  |
|  |                       |                       |    |                  | 21 de septiembre |           |  |
|  |                       |                       |    |                  | Eslovenia        | 69        |  |
|  |                       | Ucrania               | 63 |                  |                  |           |  |
|  |                       |                       |    |                  |                  |           |  |
|  |                       |                       |    |                  |                  |           |  |
|  |                       |                       |    |                  | 7º puesto        |           |  |
|  | 20 de septiembre      | 20 de septiembre      |    | 21 de septiembre | 21 de septiembre |           |  |
|  | Ucrania               | 66                    |    | Serbia           | 76               |           |  |
|  | Italia                | 58                    |    |                  | Italia           | 64        |  |

### Cuartos de final
| 18 de septiembre de 2013 |       |         |                          |
| Serbia                   | 60-90 | España  | Arena Stožice, Ljubljana |
| Eslovenia                | 62-72 | Francia | Arena Stožice, Ljubljana |
| 19 de septiembre de 2013 |       |         |                          |
| Croacia                  | 84-72 | Ucrania | Arena Stožice, Ljubljana |
| Lituania                 | 81-77 | Italia  | Arena Stožice, Ljubljana |

### Partidos de clasificación para el 5º y 7º puesto
| 19 de septiembre de 2013 |       |           |                          |
| Serbia                   | 74-92 | Eslovenia | Arena Stožice, Ljubljana |
| 20 de septiembre de 2013 |       |           |                          |
| Ucrania                  | 66-58 | Italia    | Arena Stožice, Ljubljana |

### Semifinales
| 20 de septiembre de 2013 |       |          |                          |
| Croacia                  | 62-77 | Lituania | Arena Stožice, Ljubljana |
| España                   | 72-75 | Francia  | Arena Stožice, Ljubljana |

### 7º y 8º puesto
| 21 de septiembre de 2013 |       |        |                          |
| Serbia                   | 76-64 | Italia | Arena Stožice, Ljubljana |

### 5º y 6º puesto
| 21 de septiembre de 2013 |       |         |                          |
| Eslovenia                | 69-63 | Ucrania | Arena Stožice, Ljubljana |

### 3º y 4º puesto
| 22 de septiembre de 2013 |       |         |                          |
| España                   | 92-66 | Croacia | Arena Stožice, Ljubljana |

### Final
| 22 de septiembre de 2013 |       |          |                          |
| Francia                  | 80-66 | Lituania | Arena Stožice, Ljubljana |

## Clasificación final
| 1. - Francia               |
| 2. - Lituania              |
| 3. - España                |
| 4. - Croacia               |
| 5. - Eslovenia             |
| 6. - Ucrania               |
| 7. - Serbia                |
| 8. - Italia                |
| 9. - Bélgica               |
| 9. - Finlandia             |
| 11. - Letonia              |
| 11. - Grecia               |
| 13. - Bosnia y Herzegovina |
| 14. - Alemania             |
| 15. - Montenegro           |
| 16. - República Checa      |
| 17. - Gran Bretaña         |
| 18. - Macedonia del Norte  |
| 19. - Israel               |
| 20. - Rusia                |
| 21. - Georgia              |
| 22. - Turquía              |
| 23. - Suecia               |
| 24. - Polonia              |

- Los 6 primeros clasificados obtienen las plazas europeas directas para el Mundial 2014, así como España, que es el país anfitrión. Al quedar España entre las seis primeras, el 7º clasificado también obtiene plaza para el Mundial.

## Plantillas de los 4 primeros clasificados
- 1 Francia:

Joffrey Lauvergne, Nicolas Batum, Antoine Diot, Johan Petro, Charles Lombahe-Kahudi, Tony Parker, Thomas Heurtel, Florent Piétrus, Nando de Colo, Boris Diaw, Alexis Ajinça, Mickaël Gelabale. Entrenador: Vincent Collet.
- 2 Lituania:

Donatas Motiejūnas, Mantas Kalnietis, Mindaugas Kuzminskas, Darjuš Lavrinovič, Jonas Mačiulis, Tomas Delininkaitis, Renaldas Seibutis, Linas Kleiza, Kšyštof Lavrinovič, Martynas Pocius, Jonas Valančiūnas, Robertas Javtokas. Entrenador: Jonas Kazlauskas.
- 3 España:

Pablo Aguilar, Rudy Fernández, Sergio Rodríguez, Xavi Rey, José Manuel Calderón, Ricky Rubio, Víctor Claver, Fernando San Emeterio, Sergio Llull, Marc Gasol, Germán Gabriel, Álex Mumbrú. Entrenador: Juan Antonio Orenga.
- 4 Croacia:

Ante Tomić, Lukša Andrić, Dontaye Draper, Bojan Bogdanović, Dario Šarić, Damjan Rudež, Roko Ukić, Krunoslav Simon, Damir Markota, Mario Delaš, Luka Žorić, Ante Delaš. Entrenador: Jasmin Repeša.